# جیمز کلارک راس
سر جیمز کلارک راس (انگلیسی: James Clark Ross ۱۵ آوریل ۱۸۰۰– ۳ آوریل ۱۸۶۲) یک افسر نیروی دریایی پادشاهی بریتانیا و یک کاشف بود که امروزه برای اکتشافاتِ خود در قطب شمال و جنوبگان مشهور است.
او به منظور نفوذ به جنوبگان از ۵۵ ° W تلاش کرد و سمتِ شرقیِ آنچه که امروزه به عنوانِ جزیرهٔ جیمز راس شناخته می‌شود را کاوش کرد و سپس به کشف و نامگذاریِ جزیره اسنو هیل و جزیره سیمور پرداخت.

## کتابشناسی
- E. C. Coleman, The Royal Navy in Polar Exploration From Frobisher to Ross (2006). ISBN 0-7524-3660-0.